# Demba Ba
Demba Ba (Sèvres, 25. svibnja 1985.) umriovljeni je senegalski nogometaš. Igrao je na poziciji napadača. 

## Karijere

### TSG 1899 Hoffenheim
Dana 29. kolovoza 2007. preselio je se u Hoffenheim za 3 milijuna eura.

### West Ham United
U siječnju 2011. West Ham United je kupio Dembu Ba za 3,5 milijuna funti. 
Završio je kao West Hamov najbolji strijelac u Premier ligi sa sedam golova iz dvanaest utakmica. Na kraju sezone napustio je klub tako što je iskoristio stavku u ugovoru da je slobodan igrač ako klub ispadne iz lige.

### Newcastle United
Dana 17. lipnja 2011. Ba je potpisao za Newcastle United ugovor na tri godine.

### Chelsea
U siječnju 2013. Ba prelazi iz Newcastle Uniteda u Chelsea gdje se u svom debiju dva puta upisuje u listu strijelaca.

### Beşiktaş
U srpnju 2014. Ba prelazi iz Chelsea u turski Beşiktaş.

### Shanghai Shenhua
Godinu poslije, Senegalac potpisuje za Shanghai Shenhua.

### Ponovno u Beşiktaş
U siječnju 2017. je se Senegalac ponovno vratio u Istanbul na šestomjesečnu posudbu.

## Vanjske poveznice
- Profil[neaktivna poveznica] Soccerbase